# The Internationale
The Internationale è un EP del cantante inglese Billy Bragg, pubblicato nel 1990.

## Realizzazione
Registrato tra il gennaio e il marzo del 1990 al Gateway Studios e al Cathouse Studio, e prodotto da Grant Showbiz e Wiggy, il disco venne originariamente pubblicato dall'etichetta discografica dell'artista, la Utility Records, nel maggio dello stesso anno.
Nonostante tutti gli altri dischi di Bragg abbiano comunque sempre contenuto materiale con tematiche ispirate al suo attivismo, tipico di folksingers classici della cosiddetta protest song quali Woody Guthrie o Bob Dylan, The Internationale è un lavoro dichiaratamente e volutamente politico, costituito principalmente da cover e da riscritture di classici della tradizione della canzone rivoluzionaria e di protesta socialista. Brani come The Red Flag , A Miner's Life, Nicaragua Nicaraguita o la stessa title track, inno storico dei movimenti internazionali di sinistra e a cui Bragg regala un nuovo testo ed un nuovo arrangiamento, fanno di questo disco un lavoro quasi militante, decisamente schierato e che tuttavia riesce a scalare le classifiche inglesi fino ad un'insperata posizione numero 34.
Il disco venne poi ristampato nel 2006 come parte di una serie di riedizioni di album del catalogo, rimasterizzato e con una serie di bonus tracks.

## Tracce
1. The Internationale (Pierre de Geyter) - 3:45
2. I Dreamed I Saw Phil Ochs Last Night (Earl Robinson) - 1:27
3. The Marching Song of the Covert Battalions - 3:59
4. Blake's Jerusalem (William Blake, Charles Parry) - 2:30
5. Nicaragua Nicaraguita (Carlos Mejía Godoy) - 1:06
6. The Red Flag (Jim Connell) - 3:12
7. My Youngest Son Came Home Today (Eric Bogle) - 3:04